# Línea 180 (EMT Madrid)
La línea 180 de la EMT de Madrid une la estación de Arganzuela-Planetario con Legazpi y la estación de El Pozo.

## Historia
- 4 de mayo de 2012: Creación de la línea 180 en sustitución del "Servicio Especial Legazpi-Caja Mágica" que había funcionado hasta entonces coincidiendo con la celebración de eventos deportivos o musicales en el recinto de la Caja Mágica, para facilitar el acceso al mismo recinto (situado en el Parque Lineal del Manzanares), con motivo de la celebración del Mutua Open de Tenis de Madrid. La línea, a partir de la fecha de creación hasta el 9 de septiembre de 2024, prestaba servicio con carácter sistemático; es decir, estaba operativa siempre que en la Caja Mágica se celebraban eventos deportivos, musicales, de ocio o de otra índole que, debido al volumen de público que atraen, justificaban su puesta en funcionamiento. La nueva denominación de la línea se tomó para que su identificación y utilización fueran más sencillas para los usuarios.[1] El horario de la línea coincidía con el de las competiciones o eventos que se celebraban en el recinto de modo que el servicio comenzaba una hora antes del inicio de las actividades en la Caja Mágica y finalizaba una hora después de que éstas hubieran finalizado.[2] La línea no realizaba paradas intermedias a su largo de su trayecto y su tiempo estimado de recorrido era de 10 minutos.
- 10 de septiembre de 2024: Ampliación de recorrido desde la Caja Mágica hasta el Pozo del Tío Raimundo, estableciendo su cabecera en la estación de Cercanías de El Pozo. Compartiendo gran parte del recorrido y paradas con la línea T32, sólo funcionaba de lunes a viernes lectivos con una dotación de dos autobuses.[3]
- 31 de mayo de 2025: Ampliación temporal de recorrido desde la plaza de Legazpi hasta la estación de Arganzuela-Planetario, con el objetivo de dar servicio a la misma con un horario similar al de la línea 6 de Metro, inmersa en obras de automatización de la misma. En días no lectivos y lectivos a partir de las 21:30, la línea realizará únicamente el recorrido entre Arganzuela-Planetario y Legazpi con una frecuencia de 20 minutos.[4]

## Características
La línea une entre sí las estaciones de Arganzuela-Planetario y Legazpi, ampliando su recorrido en días lectivos hasta la estación de El Pozo pasando por la Caja Mágica y el CIFP Profesor Raúl Vázquez.
Aunque su público principal son los estudiantes del citado centro y visitantes de eventos deportivos en la Caja Mágica, también sirve como conexión entre el distrito de Arganzuela y el barrio de Entrevías.

## Horarios
| Lunes a viernes lectivos                      |                                               |                                   |                                   |
| Arganzuela > Estación de El Pozo > Arganzuela | Arganzuela > Estación de El Pozo > Arganzuela | Arganzuela > Legazpi > Arganzuela | Arganzuela > Legazpi > Arganzuela |
| A las 06:05 y 06:30                           | A las 06:05 y 06:30                           | De 21:30 a 01:57                  | cada 20-22 minutos                |
| De 06:30 a 21:30                              | cada 20 minutos                               | De 21:30 a 01:57                  | cada 20-22 minutos                |
| Resto de días                                 |                                               |                                   |                                   |
| Arganzuela > Legazpi > Arganzuela             |                                               |                                   |                                   |
| De 06:05 a 01:57                              | De 06:05 a 01:57                              | cada 20-25 minutos                | cada 20-25 minutos                |

## Recorrido y paradas

### Sentido Legazpi / Estación de El Pozo
La línea inicia su recorrido en la calle del Cobre, que recorre hasta girar por la calle del Bolívar y así llegar a la Plaza de Legazpi.
Continúa su recorrido por el Paseo del Molino, junto a la Plaza de Legazpi, donde tiene correspondencia con múltiples líneas urbanas e interurbanas y con la red de Metro de Madrid. Desde aquí circula por dicho paseo hasta desembocar en la calle Embajadores, que toma en dirección sur.
A continuación, la línea recorre la calle Embajadores hasta el final de la misma, pasando junto al Parque Lineal del Manzanares, la Caja Mágica, las cocheras de Santa Catalina y la estación depuradora La China, saliendo a la Carretera de Villaverde a Vallecas, que toma en dirección a Vallecas.
Finalmente, alcanza la estación de El Pozo mediante la calle de Esteban Carros, estableciendo su cabecera en la calle del Padre Llanos.
| Código                                              | Denominación EMT                     | Denominación completa                                       | Ubicación                    | Líneas de la parada | Metro / Cercanías     |
| --------------------------------------------------- | ------------------------------------ | ----------------------------------------------------------- | ---------------------------- | ------------------- | --------------------- |
| 51160                                               | Cobre-Bolívar                        | Calle del Cobre - Calle del Bolívar                         | Calle del Cobre Nº8          | 180                 | Arganzuela-Planetario |
| 2594                                                | Bolívar-Pza.Legazpi                  | Calle del Bolívar - Plaza de Legazpi                        | Calle del Bolívar Nº3        | 180                 | Legazpi               |
| Paradas de las expediciones que continúan a El Pozo |                                      |                                                             |                              |                     |                       |
| 3644                                                | Legazpi                              | Paseo del Molino - Plaza de Legazpi                         | Paseo del Molino Nº2         | 156 180 T32         | Legazpi               |
| 2905                                                | Bronce                               | Calle de Embajadores - Calle Bronce                         | Calle de Embajadores Nº248   | 62 148 156 180 T32  |                       |
| 2907                                                | Nudo Sur                             | Calle de Embajadores - Avenida del Planetario               | Calle de Embajadores Nº264   | 62 180 T32          |                       |
| 5081                                                | Viveros RAGA                         | Calle de Embajadores - Viveros RAGA                         | Calle de Embajadores Nº320   | 180 T32             |                       |
| 3740                                                | Parque Lineal del Manzanares         | Calle de Embajadores - Parque Lineal del Manzanares         | Calle de Embajadores Nº324   | 180 T32             |                       |
| 5083                                                | Caja Mágica                          | Calle de Embajadores - Caja Mágica                          | Calle de Embajadores Nº324   | 180 T32             |                       |
| 2909                                                | Santa Catalina                       | Calle de Embajadores - Santa Catalina                       | Calle de Embajadores Nº458   | 180 T32             |                       |
| 4173                                                | Instituto Raúl Vázquez               | Carretera de Villaverde a Vallecas - Instituto              | Calle de Embajadores Nº251   | 180 T32             |                       |
| 4841                                                | Esteban Carros-Cooperativa Eléctrica | Calle de Esteban Carros - Calle de la Cooperativa Eléctrica | Calle de Esteban Carros Nº37 | 24 102 180          |                       |
| 51078                                               | Padre Llanos-Esteban Carros          | Calle del Padre Llanos - Calle de Esteban Carros            | Calle del Padre Llanos Nº1   | 24 180              | El Pozo               |

### Sentido Arganzuela-Planetario
La línea comienza su recorrido desde la calle del Padre Llanos. Desde ahí, toma la calle Vecinos del Pozo para seguir por Cabo Machichaco y salir hacia la carretera de Villaverde a Vallecas.
A partir de aquí, el recorrido de vuelta de la línea es igual al de la ida pero en sentido contrario.
| Código                                                              | Denominación EMT             | Denominación completa                               | Ubicación                     | Líneas de la parada        | Metro / Cercanías     |
| ------------------------------------------------------------------- | ---------------------------- | --------------------------------------------------- | ----------------------------- | -------------------------- | --------------------- |
| 51078                                                               | Padre Llanos-Esteban Carros  | Calle del Padre Llanos - Calle de Esteban Carros    | Calle del Padre Llanos Nº1    | 24 180                     | El Pozo               |
| 2204                                                                | Vecinos del Pozo             | Calle de los Vecinos del Pozo                       | Calle Vecinos del Pozo Nº12   | 24 102 180                 |                       |
| 2205                                                                | Cabo Machichaco              | Calle del Cabo Machichaco                           | Calle del Cabo Machichaco Nº2 | 24 102 180                 |                       |
| 4174                                                                | Instituto Raúl Vázquez       | Carretera de Villaverde a Vallecas - Instituto      | Calle de Embajadores Nº251    | 180 T32                    |                       |
| 2910                                                                | Santa Catalina               | Calle de Embajadores - Santa Catalina               | Calle de Embajadores Nº247    | 180 T32                    |                       |
| 5084                                                                | Caja Mágica                  | Calle de Embajadores - Caja Mágica                  | Calle de Embajadores Nº324    | 180 T32                    |                       |
| 3741                                                                | Parque Lineal del Manzanares | Calle de Embajadores - Parque Lineal del Manzanares | Calle de Embajadores Nº322    | 180 T32                    |                       |
| 5082                                                                | Viveros RAGA                 | Calle de Embajadores - Viveros RAGA                 | Calle de Embajadores Nº320    | 180 T32                    |                       |
| 2908                                                                | Nudo Sur                     | Calle de Embajadores - Avenida del Planetario       | Calle de Embajadores Nº272    | 62 180 T32                 |                       |
| 2906                                                                | Bronce                       | Calle de Embajadores - Calle Bronce                 | Calle de Embajadores Nº201    | 62 148 156 180 T32         |                       |
| 2916                                                                | Legazpi                      | Paseo del Molino - Plaza de Legazpi                 | Paseo del Molino Nº3          | 62 148 156 180 423 N13 T32 | Legazpi               |
| Las expediciones con inicio en Legazpi, realizan paradas desde AQUÍ |                              |                                                     |                               |                            |                       |
| 3858                                                                | Legazpi                      | Paseo de las Delicias - Plaza de Legazpi            | Paseo de las Delicias Nº133   | 47 59 62 76 85 86 180 247  | Legazpi               |
| 51160                                                               | Cobre-Bólivar                | Calle del Cobre - Calle del Bolívar                 | Calle del Cobre Nº8           | 180                        | Arganzuela-Planetario |